# خرچنگ‌شنی‌واران
خرچنگ‌شنی‌واران (به لاتین: Hippoidea)، یک بالاخانواده از سخت‌پوستان ده پا ده‌پا است که به خرچنگ شنی یا خرچنگ نقب‌زن هم معروف هستند.

## بوم‌شناسی
خرچنگ‌شنی‌واران برای نقب زدن در سواحل شنی سازگار هستند، عادتی که آنها با خرچنگان قورباغه‌ای مشترک دارند، و تکامل موازی این دو گروه چشمگیر است. در خانواده خرچنگان شنی، بدن تقریباً بیضی‌شکل است، اولین ده‌پایان بدون چنگال هستند و پایانچه بلند است که هیچ‌کدام در گروه‌های مرتبط دیده نمی‌شوند. خرچنگ‌های شنی بر خلاف بسیاری از ده‌پاهای دیگر نمی‌توانند راه بروند. به جای آن، از پاهای خود برای حفاری در شن‌ها استفاده می‌کنند. اعضای خانواده خرچنگان شنی برای شنا، اروپودهای خود را تکان می‌دهند.